# Changchun World Trade Center
El Changchun World Trade Center es un rascacielos superalto que estaba propuesto para Changchun, en China, que contendrá apartamentos con servicios, un hotel y oficinas y tendrá 631 m de altura y 126 plantas.